# Pinto (Madrid)
Pinto es una localidad y municipio español perteneciente a la Comunidad de Madrid, situado a unos 20 km al sur de la capital del país. Su población alcanza los 56 003 habitantes (INE 2024).

## Toponimia
Antiguamente se pensaba que Pinto se encontraba situado en el centro geográfico de la península ibérica; de ahí su nombre, que proviene del latín punctum, 'punto'. Actualmente tiene instalado un monolito en el parque del Egido de la Fuente en el que relata una leyenda e identifica a Pinto como centro geográfico de la península ibérica.

## Símbolos
El escudo heráldico que representa al municipio fue aprobado oficialmente el 13 de septiembre de 2007. El escudo se blasona de la siguiente manera:

Jaquelado de quince escaques, ocho de oro y siete de gules, cargado con la figura de un globo terráqueo de azur, con los continentes en oro y un punto de gules en el centro de la península ibérica. Al timbre corona real de España.
Boletín Oficial del Estado n.º 109 de 5 de mayo de 2008

Por otro lado la bandera de Pinto representa su escudo en un fondo blanco.

## Historia
Hipótesis sobre el origen de Pinto

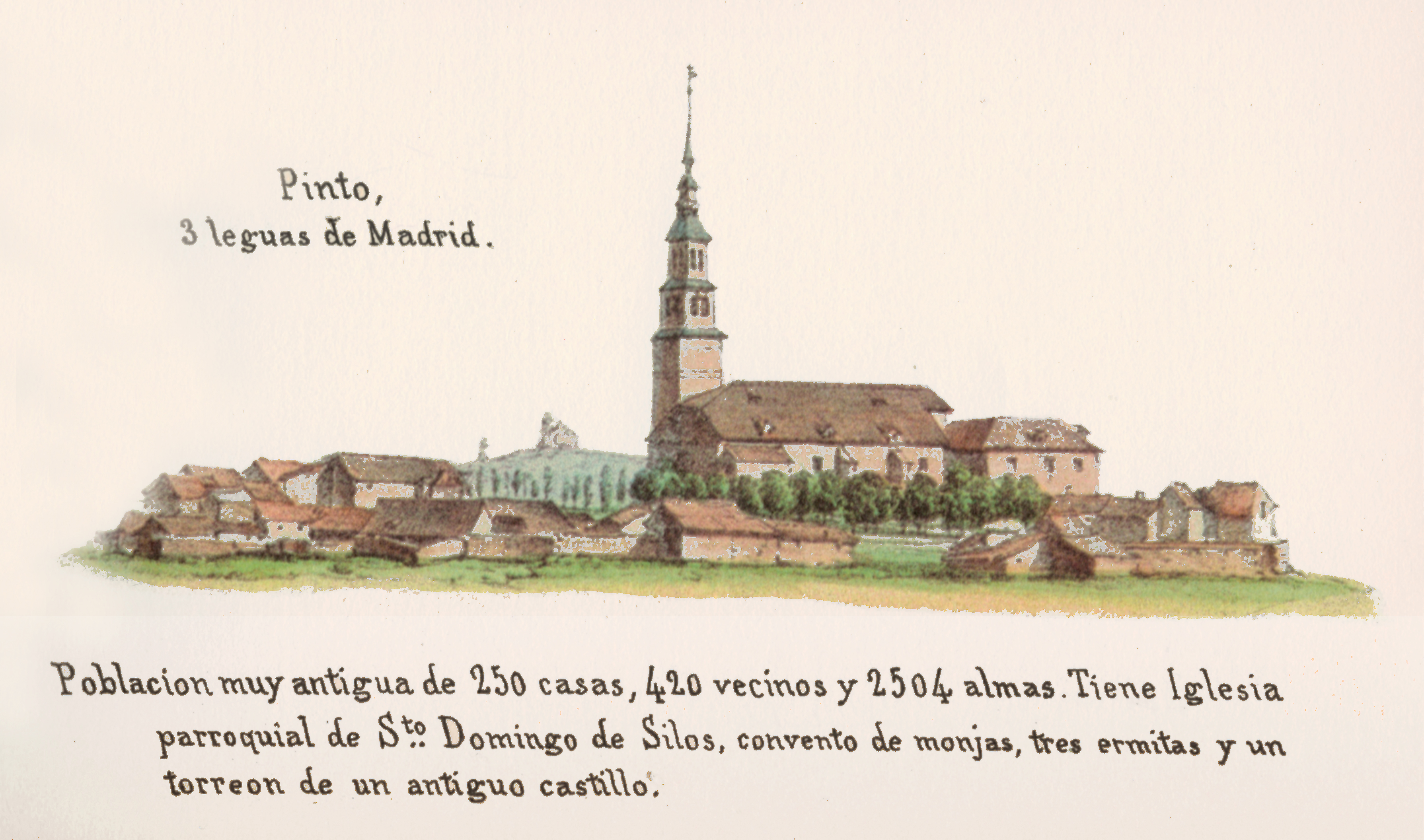
Vista de Pinto de mediados del

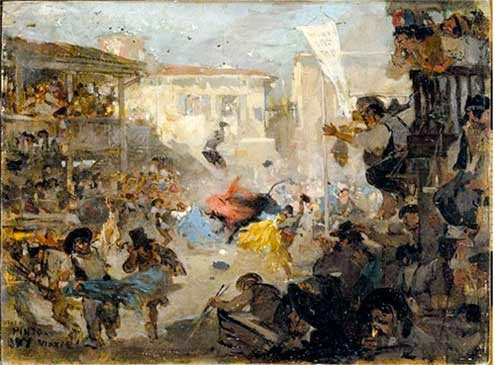
Toros en Pinto

Aunque los asentamientos humanos en lo que ahora es el término municipal de Pinto se pierden en la noche de los tiempos, se desconoce quiénes fueron los fundadores del núcleo que dio origen a la villa.
Primera hipótesis: una de las más fundamentadas, apunta a un origen romano del núcleo y al término Punctum (del latín: 'punto de paso') como origen del nombre del municipio, Punto, que por corrupción del lenguaje, habría dado lugar al nombre actual, Pinto.
Segunda hipótesis: esta sitúa el origen del municipio bajo el poder del islam y tiene relación con una leyenda de estos pobladores de la península ibérica: La Leyenda del Arca y la denominación de «centro geográfico de la península ibérica». Según la vieja leyenda árabe, que la tradición ha traído hasta nuestros días, los musulmanes llevaron a cabo unas mediciones que situaron en Pinto, en el Egido, justo en la esquina Xata, en la confluencia de las calles del Hospital y Maestra María del Rosario (hasta 1935 calle del Arca), el punto céntrico de la península. En el citado lugar, siempre según la leyenda, enterraron los invasores, bajo una piedra circular marcada con una X, el arca, en cuyo interior depositaron los instrumentos que habían utilizado en sus mediciones.
Edad Media
El título de villa le fue concedido en 1359 por el rey de Castilla Pedro I el Cruel. Además, en Pinto, concretamente en el monumento de la Torre de Éboli, se encerró a la Princesa de Éboli desde 1579 hasta 1592, año de su fallecimiento.

## Cultura
En español existe la locución «Entre Pinto y Valdemoro», cuando se quiere referir a algo en una localización indefinida o desconocida o, figurativamente, a cualquier concepto impreciso o indeciso. Hay tres teorías para su origen: un borracho que saltaba un arroyo que hacía de frontera y acabó cayendo, la respuesta intencionadamente ambigua a preguntar por donde estaban los monarcas de la casa de Austria que tenían palacio en una localidad pero que a veces visitaban la otra en sus ocios indecentes, o la respuesta a la pregunta sobre la bondad de un vino porque entre las dos competían en calidad.

## Geografía

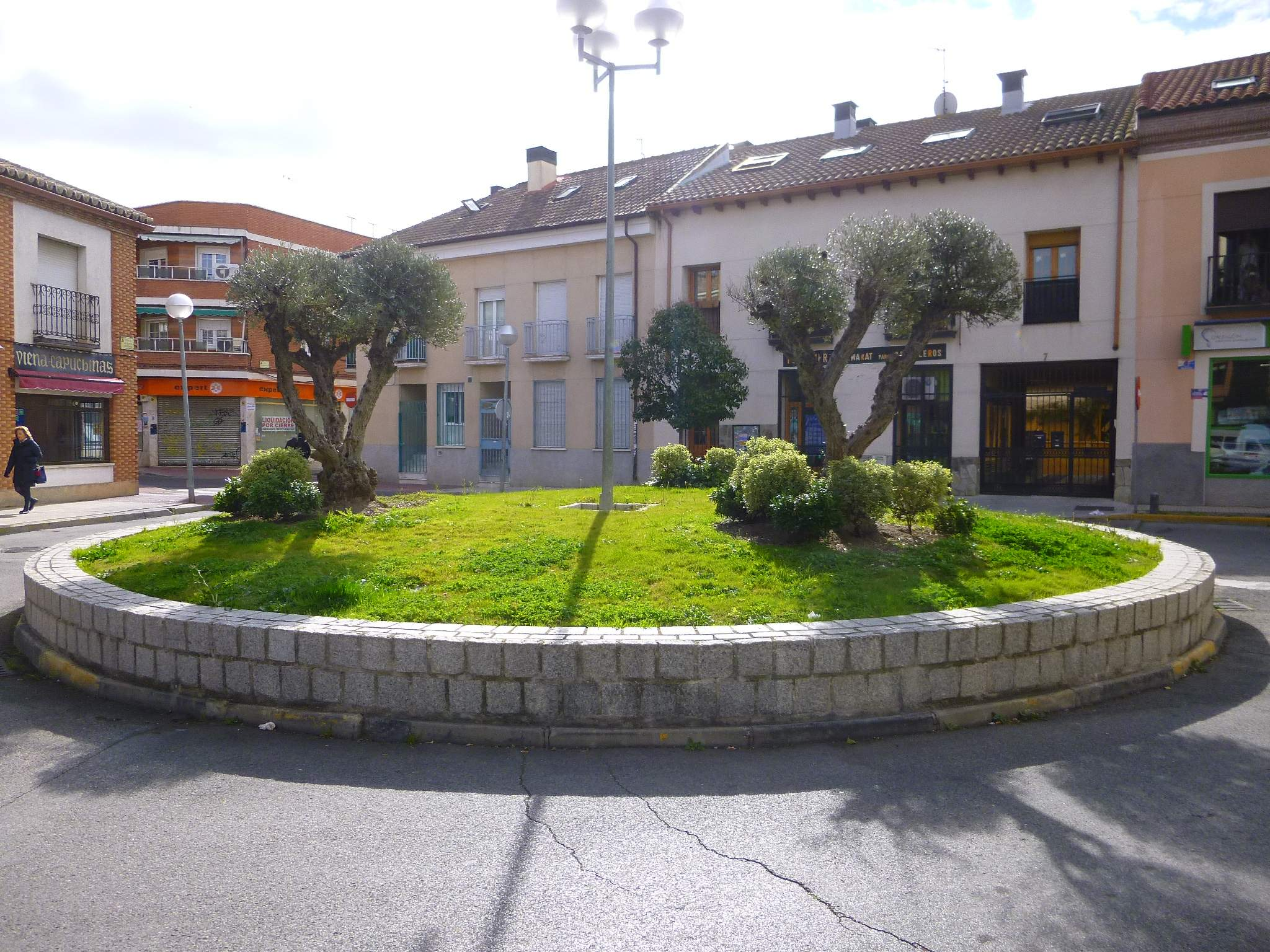
Plaza en Pinto

Pinto se encuentra situado en un paisaje típico de la meseta castellana, aunque bastante degradado por la acción urbana y por su cercanía a la capital. Por el pueblo pasa el arroyo de los Prados, canalizado bajo el suelo desde 1967. La parte este del término municipal pertenece al parque regional del Sureste. En cuanto al resto del territorio, hay llanuras dedicadas al cultivo de secano, en las que aparecen en los años más lluviosos diversas zonas húmedas de las que surge el arroyo de los Prados, afluente del arroyo Culebro, que atraviesa el pueblo, siendo este último frontera entre el municipio y Getafe.
En el suroeste de la localidad existe un humedal, Los Estragales, el único que queda en Pinto, en el que se han censado hasta 130 tipos diferentes de aves.
El término municipal limita al norte con Getafe, al sur con Torrejón de Velasco y Valdemoro, al este con San Martín de la Vega y al oeste con Parla y Fuenlabrada.
| Noroeste: Fuenlabrada         | Norte: Getafe  | Nordeste: Getafe            |
| Oeste: Parla                  |                | Este: San Martín de la Vega |
| Suroeste: Torrejón de Velasco | Sur: Valdemoro | Sureste: Valdemoro          |

### Clima
Pinto posee un clima mediterráneo continentalizado con veranos muy calurosos que pueden llegar a alcanzar los 40 °C e inviernos fríos que pueden alcanzar temperaturas negativas. Las precipitaciones son escasas, recogiéndose aproximadamente 450 mm anuales, siendo las estaciones más lluviosas el otoño y la primavera. Las nevadas, que en el pasado eran relativamente abundantes, en la actualidad se dan en muy pocos inviernos.

### Geología
Pinto se encuentra en una zona deprimida en contraste con el sistema Central por un lado, y el sistema Ibérico por el otro, ocupando la llamada cuenca de Madrid, en la que se han depositado sedimentos desde hace millones de años. En esta cuenca distinguimos dos zonas: la zona norte de sedimentos formados por arcosas y conglomerados del Mioceno, originalmente depositados en abanicos aluviales procedentes de los relieves de la sierra, y la zona en la que se encuentra Pinto, en el tercio sureste, donde abundan los yesos y calizas acumulados por evaporación de agua, y las arcillas y limos acumulados después de ser arrastrados en suspensión por el agua. Por tanto los materiales que se pueden encontrar en Pinto y sus alrededores son todos sedimentarios, correspondientes al Mioceno, del Terciario. Los materiales del cuaternario se restringen a zonas relativamente próximas como el valle del Jarama, y el del Manzanares.
Por el término municipal discurre el arroyo de los Prados, que atraviesa el pueblo soterrado, y sigue en dirección al norte, desembocando en el arroyo Culebro, y después este en el Manzanares. Esta actividad hidrológica, aunque suave, también ha erosionado y transportado sedimentos, por lo que podemos encontrar materiales cuaternarios en estas zonas.
Desde el mapa geológico de la región se puede observar cómo este tipo de material se dispone en forma ramificada siguiendo los cauces de los arroyos, excepto al suroeste del pueblo, donde vemos una zona más amplia de sedimentos cuaternarios. En estos sedimentos podemos encontrar arcillas, arcillas yesíferas y arenas, dispuestas en horizontal al ser una capa tan moderna.
La zona occidental es ocupada por arenas micáceas y la zona del este por arenas micáceas, margas grises, blancas y yesos laminares. Las arenas micáceas constituyen el conjunto de material más grueso de esta unidad litológica. La composición de estas arenas es muy característica, con la práctica totalidad de los granos formada por láminas de biotitas y cloritas, y escasez o ausencia de cuarzo, feldespato y minerales pesados. Esta capa es horizontal, y presenta un contacto discordante con la capa de arenas micáceas, margas blancas, grises y yesos laminares, la cual buza en dirección sureste, al igual que un nivel de yesos que aflora también en la zona del este. Estas dos capas buzan en esa dirección porque existe un pliegue sinclinal que coincide con los límites del este de Pinto, y que se sitúa de norte a sur con una dirección hacia el noreste. En el norte se encuentra una capa formada por yesos masivos, laminares, especulares y margas yesíferas, intercaladas también por los sedimentos cuaternarios del arroyo Culebro y la desembocadura del arroyo de los Prados en este. El afloramiento de esta capa desaparece para volver a surgir después de formar el pliegue sinclinal, cerca del límite con el municipio de San Martín de la Vega, al este. Es la unidad litológica más antigua que aflora en el área de Pinto.
Las rocas presentes en Pinto no tienen demasiado potencial económico, pero sí hay presencia abundante de yesos por toda la zona, que ha permitido la creación de una pequeña industria dedicada a su extracción para la construcción. Hay canteras de yeso a medio camino entre Pinto y Valdemoro, y también entre Pinto y San Martín de la Vega, y en el pasado hubo algunas más. También han sido explotadas en canteras calizas mezcladas con sílex. Estas pertenecen a una unidad litológica no mencionada, ya que se encuentran a varios kilómetros del pueblo, en el cerro de la marañosa. En este lugar hay una pequeña cantidad de calizas rodeada por un afloramiento de nivel de sílex.
Historia geológica
Durante millones de años los materiales erosionados de los sistemas montañosos circundantes a la cuenca de Madrid (Sistema central al oeste, sierra de Altomira por el este, y los montes de Toledo al sur) fueron acumulándose creando las grandes cantidades de rocas sedimentarias que podemos ver en la actualidad.
Durante el Mioceno inferior se depositaron materiales detríticos y yesos en la cuenca de Madrid. La sedimentación ocurrida era de carácter evaporítico y se formaron yesos a partir de anhidritas. Esto requiere la presencia de agua, por lo que se deduce que en el pasado la zona estuvo cubierta por lagunas salinas extensas y poco profundas. Se debe tener en cuenta que la zona era una cuenca endorreica, es decir, estaba cerrada, y el agua y sus sedimentos permanecían en su mayoría sin desembocar en una red fluvial, formando un paisaje pantanoso en el que los materiales se acumulaban.
En el Mioceno medio y el Mioceno superior tiene lugar la acumulación de capas de margas, sedimentos de micas, yesos laminares y calizas, estas últimas situadas lejos de Pinto. Hasta el final del Mioceno medio la cuenca endorreica. En esta época se produce un periodo erosivo en el que se interrumpe la sedimentación, y la red fluvial se define formándose un desagüe hacia el sureste, aunque persiste el paisaje pantanoso, en el cual han quedado restos fósiles de mamíferos de todo el mioceno.
Más adelante durante el Plioceno las condiciones se vuelven más áridas y comienza una erosión más marcada, hasta que en el Cuaternario donde el clima se enfría, las condiciones erosivas y la red fluvial se transforman, conformando el paisaje y los ríos actuales. Esta red fluvial creada hace desaparecer la cuenca endorreica, gracias a la llegada del río Tajo a la zona, que desvió su trayectoria debido a que se produjo una erosión remontante. De esta forma los sedimentos se transportaban al océano Atlántico, acabando con el período de acumulación progresiva de todos los materiales erosionados en los sistemas montañosos cercanos.
Durante el Cuaternario, ya con un paisaje más parecido al actual, la nueva red hidrográfica ha ido depositando hasta la actualidad los materiales más recientes que podemos observar.

### Parques y jardines

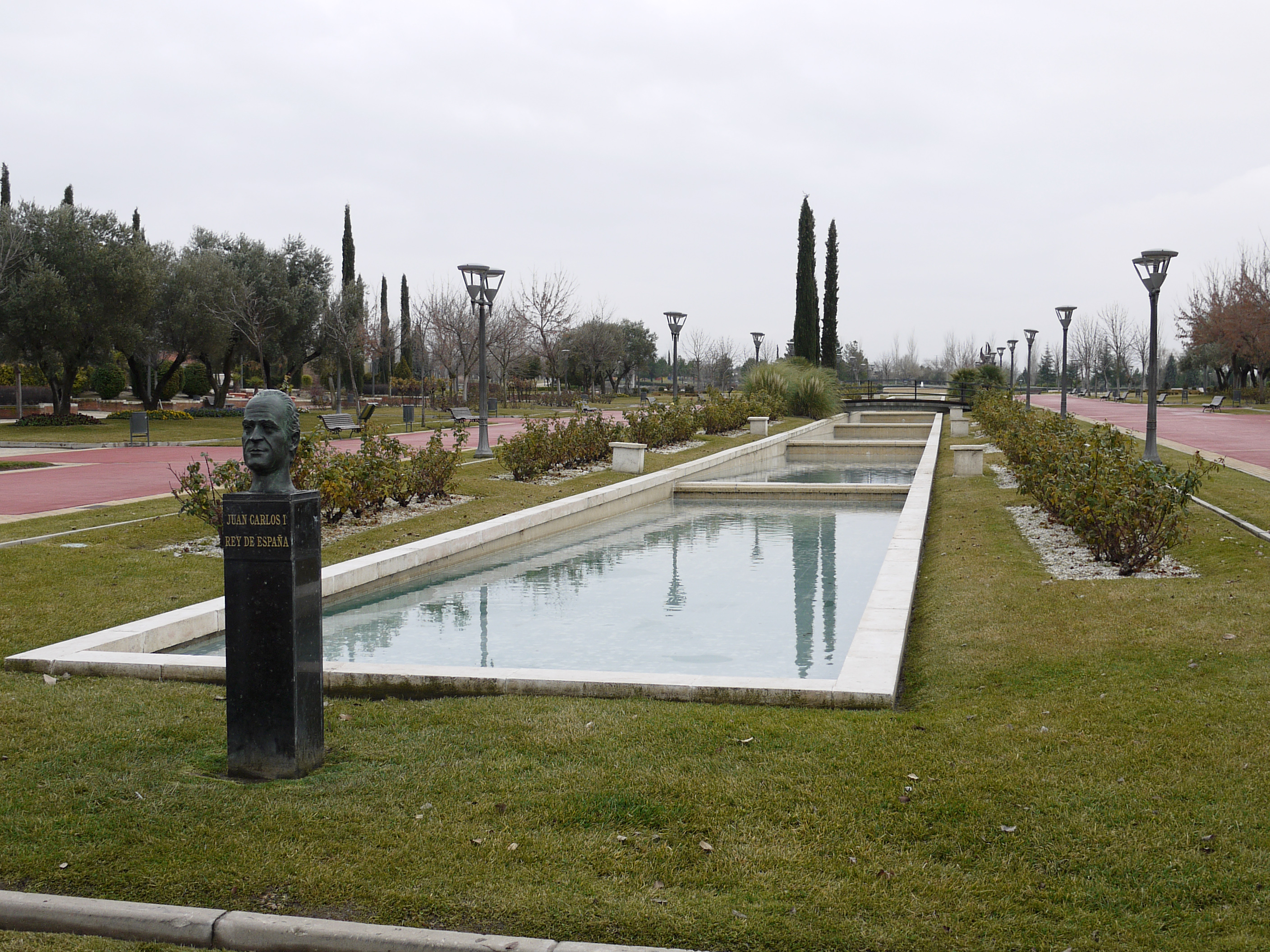
Parque Juan Carlos I

En Pinto destaca el parque municipal Juan Carlos I. Abrió sus puertas en 1997 y fue inaugurado oficialmente por los reyes Juan Carlos I y Sofía al año siguiente. Ocupa una extensión de unas 55 hectáreas y dispone de un lago donde se puede practicar wakeboarding, un circuito de Educación Vial y áreas de juegos para niños, un auditorio donde se celebran los conciertos y espectáculos del municipio, un recinto ferial, un carril bici, el centro hípico de Pinto, el parque arqueológico Gonzalo Arteaga (Arqueopinto), una pajarera donde residen pavos reales y demás especies; dispone de un área de esparcimiento canino, restaurante y terrazas, y una gran zona deportiva.
Existen igualmente una serie de espacios públicos como son el parque Egido de la Fuente, el parque de la Guardia Civil, la plaza 8 de marzo, el parque Buenos Aires, el parque de Santo Domingo, el parque de El Prado, la plaza de La Rábida, el parque de la Indiana, el parque Norte, la plaza de José Crespo, la plaza de Jaime Méric, el parque barrio de La Cristina, el parque de Pedro Salinas, el parque de Puerta Pinto, el parque Sonia Guarch, el parque Barrio Europa, el parque de Gabriel Martín, el parque de Juana Francés, el parque Municipal Nicolás Fúster, el parque de Eduardo Chillida, el parque de La Cristina y el parque de Pedro Bienvenido Noailles.

## Demografía
Pinto cuenta con una población de 56 003 habitantes (INE 2024).
| Gráfica de evolución demográfica de Pinto entre 1842 y 2021                                                         |
| |
| Población de derecho según los censos de población del INE Población de hecho según los censos de población del INE |

### Urbanismo
En su plan general de ordenación urbana Pinto no supera los cuatro niveles de altura en edificios.
Contaba con proyectos como Punctum Millenium o el Espacio del Motor que son rechazados por gran parte de los pinteños. Estos ocuparían espacios verdes y humedales estacionales de valor ecológico para ciertas aves migratorias y grandes espacios dedicados al cultivo. Su construcción se extendería en un área similar a la que ocupa el pueblo en la actualidad y probablemente la población se doblaría en número. Aparte del daño ecológico, la acometida de estos proyectos dejaría a los pinteños sin campo alejado de la ciudad ya sea para hacer deporte o para otras actividades. Además estos espacios cuentan con la especie del aguilucho cenizo, un ave protegida. Debido a la crisis inmobiliaria, estos proyectos parecen haber sido pospuestos.

## Administración y política

### Gobierno municipal
En 1979, con la llegada de la democracia, se celebran las primeras elecciones, y Carlos Penit logra la alcaldía de Pinto, quien entonces encabezaba la lista del Partido Comunista de España. El exregidor repitió victoria en los años 1983, 1987 y 1991. En 1993, Penit fue condenado por el Tribunal Supremo por un delito de prevaricación y fue obligado a dimitir. En 1993 Gloria Razábal fue elegida por el pleno municipal alcaldesa de Pinto, tras la inhabilitación de Carlos Penit. Gloria Razábal se convirtió en la primera mujer que accede a la alcaldía en la historia del municipio.

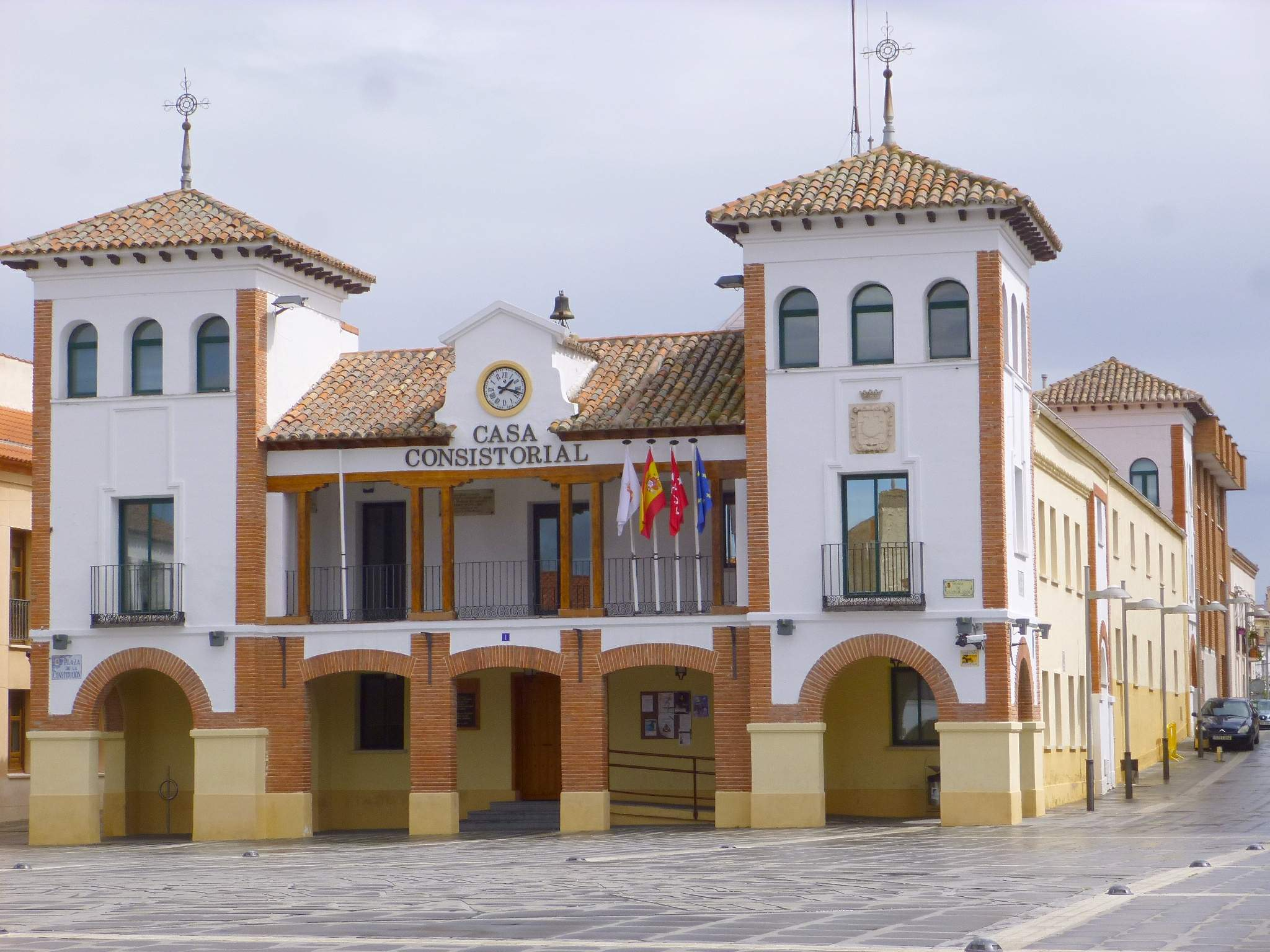
Ayuntamiento de Pinto

En 1995 el Partido Socialista Obrero Español, liderado por Antonio Fernández, ganó los nuevos comicios con un estrecho margen de 25 votos. El exregidor repitió victoria en los años 1999 y 2003 con mayoría absoluta. En 2005, presionado por las acusaciones de corrupción, dimitió y fue sustituido por Juan Tendero.
Hasta las elecciones municipales de 2007, Pinto había sido un pueblo de izquierdas, pero ese año el Partido Popular se impuso en los comicios con 3 puntos de diferencia sobre el PSOE y tras lograr multiplicar por dos su número de votos en apenas cuatro años (del 21 % al 42 %), pactando con Juntos Por Pinto para poder gobernar con una mayoría estable, proclamándose Miriam Rabaneda alcaldesa de Pinto. La legislatura estuvo llena de tensión política. El concejal de Juntos por Pinto, Reyes Maestre, cambió de opinión respecto al proyecto de El Espacio del Motor apoyando su construcción. Esto provocó una crisis en el seno del Gobierno PP-JP. El 22 de diciembre de 2008 se presentó una moción de censura por parte de PSOE-IU-JP contra el Partido Popular y se proclamó como nuevo alcalde el socialista Juan José Martín Nieto, obteniendo mayoría absoluta en la corporación municipal. La tensión política en Pinto fue constante. De hecho, el concejal del gobierno tripartito Reyes Maestre llegó a ser condenado por una falta de lesiones contra un menor de edad tras una agresión producida en el Pleno del 29 de enero de 2009. Los tres firmantes de la moción de censura estuvieron imputados por presuntos delitos de corrupción, pero finalmente en 2010 se archivó el caso. En febrero de 2010, la exalcaldesa Miriam Rabaneda y su hermana Tamara Rabaneda, exconcejala de Hacienda, son imputadas por un presunto delito de prevaricación por irregularidades en las cuentas municipales. El caso fue sobreseído posteriormente por un juzgado de la localidad de Parla. En octubre de 2010 Reyes Maestre fue cesado como teniente de alcalde por el alcalde de Pinto.
En las elecciones municipales de Pinto de 2011, el 22 de mayo, el Partido Popular consiguió mayoría absoluta y Miriam Rabaneda sustituyó en el cargo de alcalde del municipio a Juan José Martín Nieto. Además, estas elecciones supusieron la irrupción de UPyD en Pinto que consiguió dos concejales, al igual que el MIA, convirtiéndose así en las fuerzas políticas con representación en el Ayuntamiento, además de PP y PSOE. El electorado castigó a Juntos por Pinto, encabezado por Reyes Maestre, e Izquierda Unida y su candidato Carlos Penit, que no consiguieron representación en el Ayuntamiento.
En las elecciones municipales de 2015 en Pinto, ningún partido político obtuvo la mayoría absoluta, y UPyD no obtuvo ningún escaño, con lo cual no tiene representación en esta legislatura. En estas elecciones el partido Ganemos Pinto (una coalición entre MIA, Equo, Podemos, Socialmente Activas y Frente Cívico) irrumpió con 7 concejales, el Partido Popular con otros 7, PSOE con 5, y CS con dos. El voto favorable de PSOE Pinto a Ganemos Pinto (aún sin haber acuerdo previo) invistió a Rafael Sánchez Romero como alcalde.
En las elecciones de 2019 en Pinto, ningún partido obtuvo la mayoría absoluta: 9 concejales PSOE, 7 PP, 4 Unidas Pinto, 1 Podemos y 1 Vox. El socialista Juan Diego Ortiz fue investido con los votos a favor de PSOE, Unidas Pinto y Podemos.
En las elecciones de 2023 en Pinto, ningún partido obtuvo mayoría absoluta: 9 concejales PP, 8 PSOE, 2 Más Madrid, 2 Vox, 2 Pinto Avanza y 2 Unidas Pinto. El popular Salomón Aguado fue investido con los votos a favor de Vox y Pinto Avanza.
| Periodo   | Nombre                    | Partido | Partido                                  |
| --------- | ------------------------- | ------- | ---------------------------------------- |
| 1979-1987 | Carlos Penit              |         | Partido Comunista de España (PCE)        |
| 1987-1993 | Carlos Penit              |         | Izquierda Unida (IU)                     |
| 1993-1995 | Gloria Razábal            |         | Izquierda Unida (IU)                     |
| 1995-2004 | Antonio Fernández         |         | Partido Socialista Obrero Español (PSOE) |
| 2004-2007 | Juan Tendero              |         | Partido Socialista Obrero Español (PSOE) |
| 2007-2008 | Miriam Rabaneda Gudiel    |         | Partido Popular (PP)                     |
| 2008-2011 | Juan José Martín Nieto    |         | Partido Socialista Obrero Español (PSOE) |
| 2011-2015 | Miriam Rabaneda Gudiel    |         | Partido Popular (PP)                     |
| 2015-2019 | Rafael Sánchez Romero     |         | Ganemos Pinto                            |
| 2019-2023 | Juan Diego Ortiz González |         | Partido Socialista Obrero Español (PSOE) |
| 2023-act. | Salomón Aguado Manzanares |         | Partido Popular (PP)                     |

| Partido político                          | 2023        | 2023        | 2023        | 2019             | 2019             | 2019             | 2015             | 2015             | 2015             | 2011  | 2011   | 2011       | 2007  | 2007  | 2007       |
| Partido político                          | %           | Votos       | Concejales  | %                | Votos            | Concejales       | %                | Votos            | Concejales       | %     | Votos  | Concejales | %     | Votos | Concejales |
| Partido Popular (PP)                      | 32,00       | 8642        | 9           | 24,38            | 6140             | 7                | 51,10            | 10 663           | 12               | 50,92 | 10 317 | 13         | 40,94 | 7915  | 9          |
| Partido Socialista Obrero Español (PSOE)  | 31,22       | 8429        | 8           | 32,69            | 8231             | 9                | 20,92            | 4808             | 5                | 22,69 | 4734   | 5          | 37,66 | 7282  | 9          |
| Más Madrid                                | 9,57        | 2584        | 2           | —                | —                | —                | —                | —                | —                | —     | —      | —          | —     | —     | —          |
| Pinto Avanza (PAVNZ)                      | 9,48        | 2560        | 2           | —                | —                | —                | —                | —                | —                | —     | —      | —          | —     | —     | —          |
| Vox                                       | 8,30        | 2241        | 2           | 5,19             | 1307             | 1                | 0,62             | 143              | 0                | —     | —      | —          | —     | —     | —          |
| Podemos                                   | 7,03        | 1899        | 2           | 5,42             | 1366             | 1                | —                | —                | —                | —     | —      | —          | —     | —     | —          |
| Ciudadanos (CS)                           | 1,18        | 319         | 0           | 12,41            | 3126             | 3                | 9,95             | 2288             | 2                | —     | —      | —          | —     | —     | —          |
| Izquierda Unida-Los Verdes (IU-LV)        | Con Podemos | Con Podemos | Con Podemos | Con Unidas Pinto | Con Unidas Pinto | Con Unidas Pinto | 2,74             | 630              | 0                | 3,47  | 724    | 0          | 5,08  | 983   | 1          |
| Unidas Pinto (UP)-Ganemos Pinto           | —           | —           | —           | 13,92            | 3507             | 4                | 27,78            | 6385             | 7                | —     | —      | —          | —     | —     | —          |
| Movimiento de Izquierda Alternativa (MIA) | —           | —           | —           | Con Unidas Pinto | Con Unidas Pinto | Con Unidas Pinto | Con Unidas Pinto | Con Unidas Pinto | Con Unidas Pinto | 8,01  | 1672   | 2          | 2,23  | 431   | 0          |
| Unión Progreso y Democracia (UPyD)        | —           | —           | —           | —                | —                | —                | 4,50             | 1034             | 0                | 7,94  | 1657   | 2          | —     | —     | —          |
| Juntos por Pinto (JP)                     | —           | —           | —           | —                | —                | —                | —                | —                | —                | 0,92  | 191    | 0          | 9,65  | 1866  | 2          |

### Organización territorial

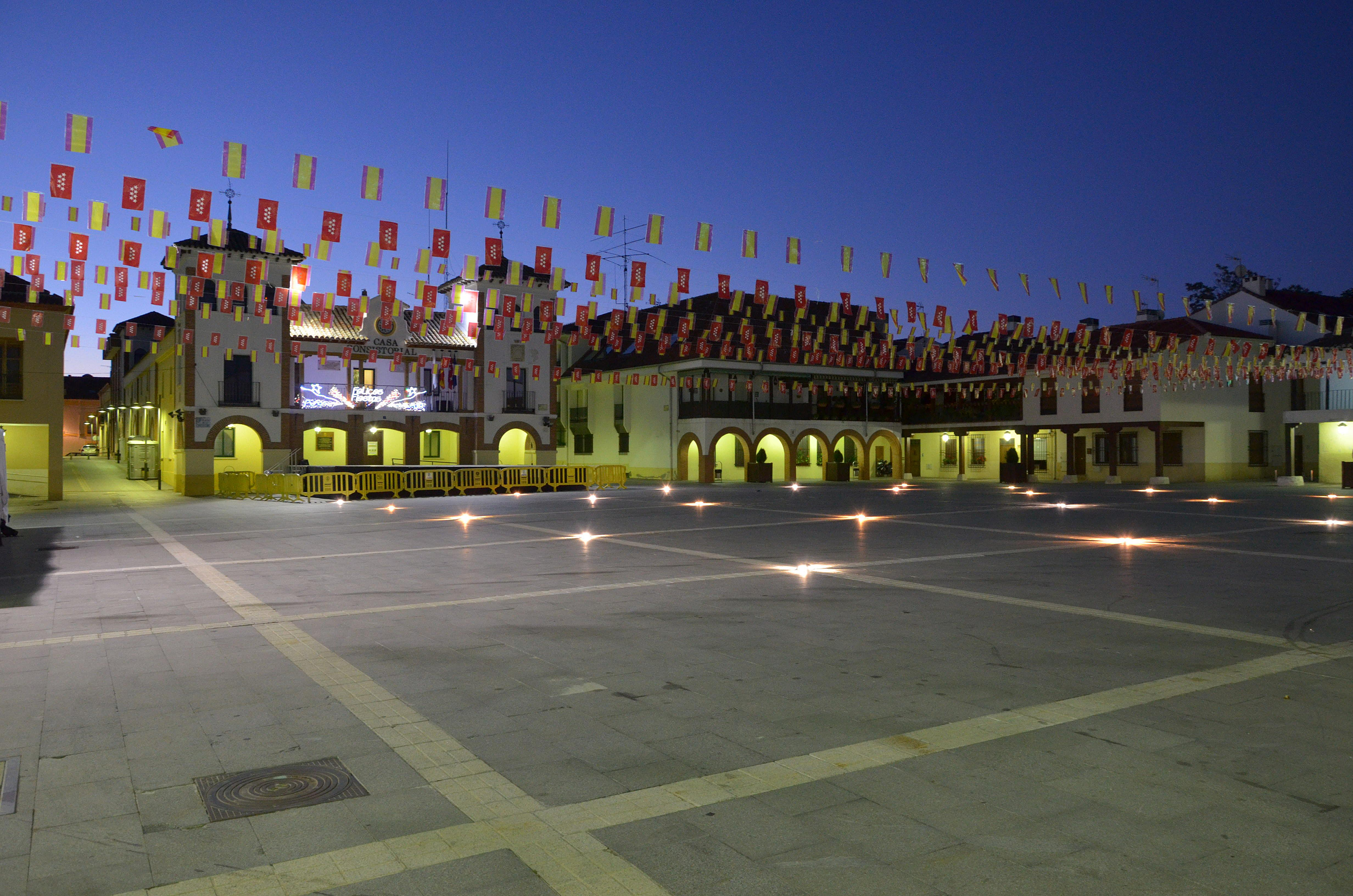
Plaza de la Constitución

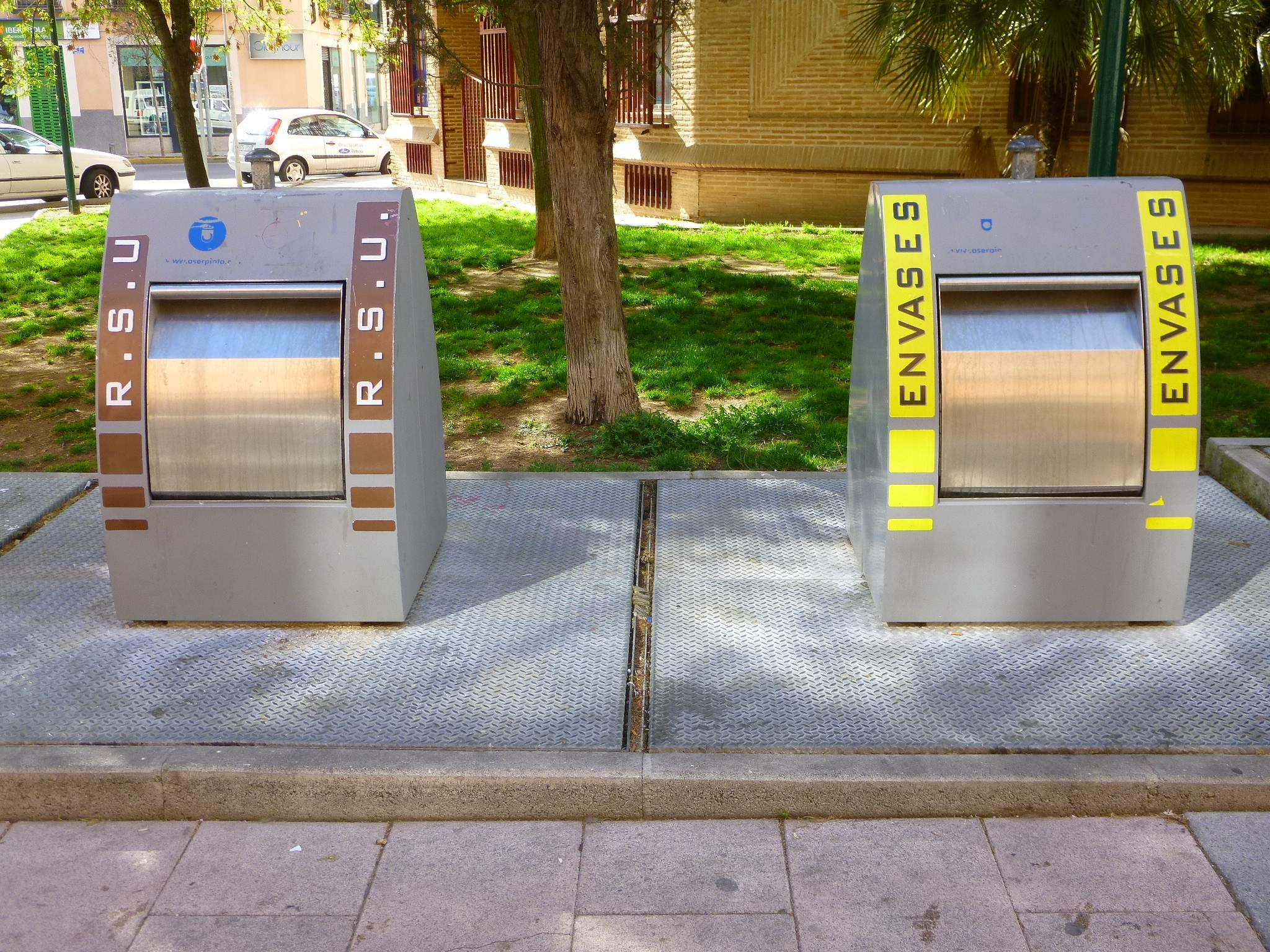
Contenedores de reciclado

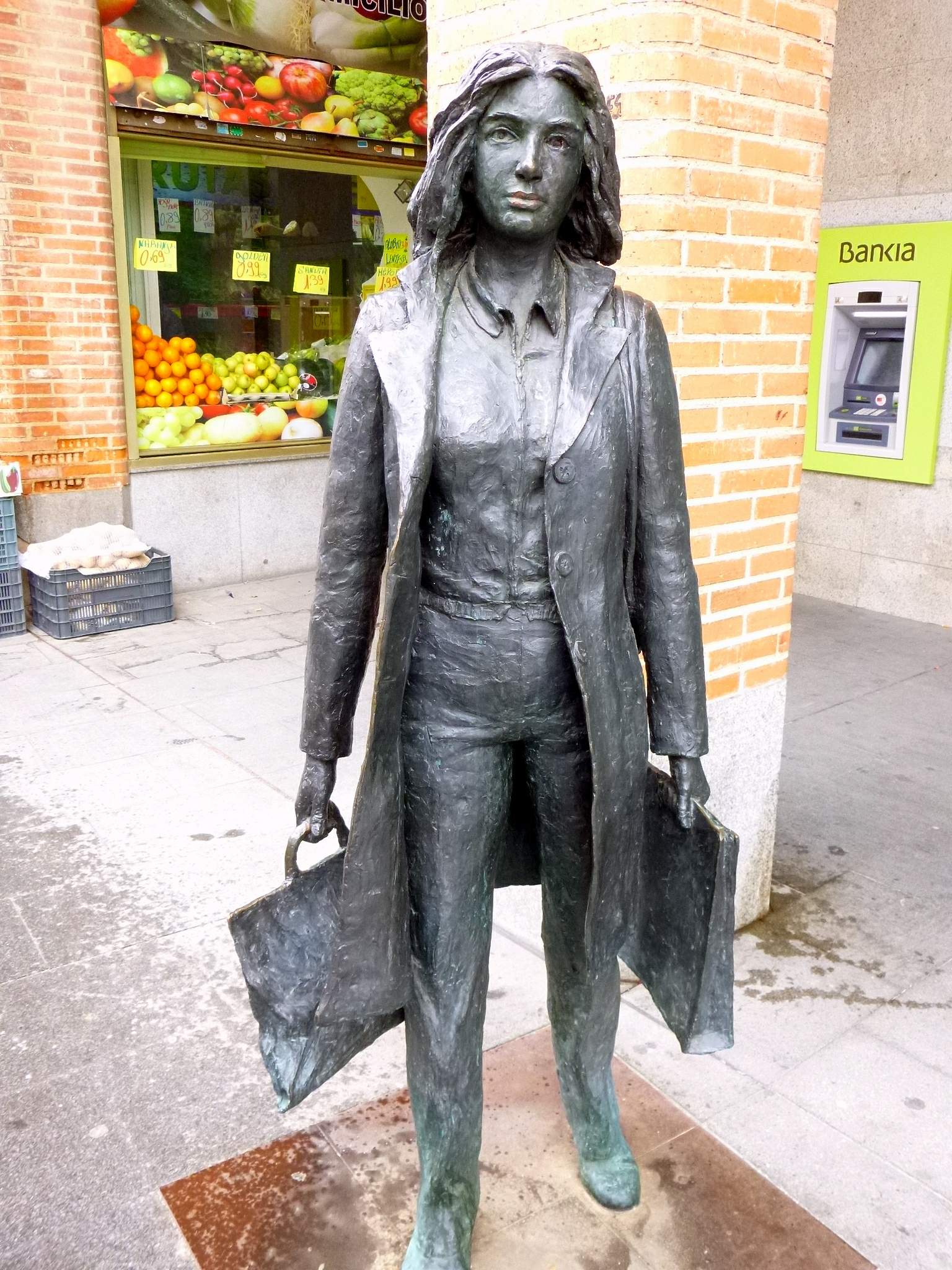
Escultura urbana

| Casco antiguo                                            | Casco antiguo |
| -------------------------------------------------------- | ------------- |
| El Egido                                                 |               |
| La Calera                                                |               |
| La Estación                                              |               |
| La Rábida                                                |               |
| Las Mercedes                                             |               |
| Crecimiento de la segunda mitad del siglo XX (1950-1990) |               |
| Parque Pinto                                             |               |
| Las Chimeneas                                            |               |
| Buenos Aires                                             |               |
| Puerta de Pinto                                          |               |
| El Prado                                                 |               |
| Los Pitufos                                              |               |
| Los Huesitos                                             |               |
| La Cristina                                              |               |
| Los Cisnes                                               |               |
| La Indiana                                               |               |
| Nuevos barrios (2000-2010)                               |               |
| Parque Europa                                            |               |
| San Antón-Valparaíso                                     |               |
| La Tenería                                               |               |
| La Tenería II                                            |               |

## Servicios

### Educación
En Pinto dentro de la educación primaria hay 5 escuelas infantiles, Cuenta con un total de 11 colegios siendo estos 6 públicos 4 concertados y 1 privado mientras que en la educación secundaria cuenta con 3 institutos.

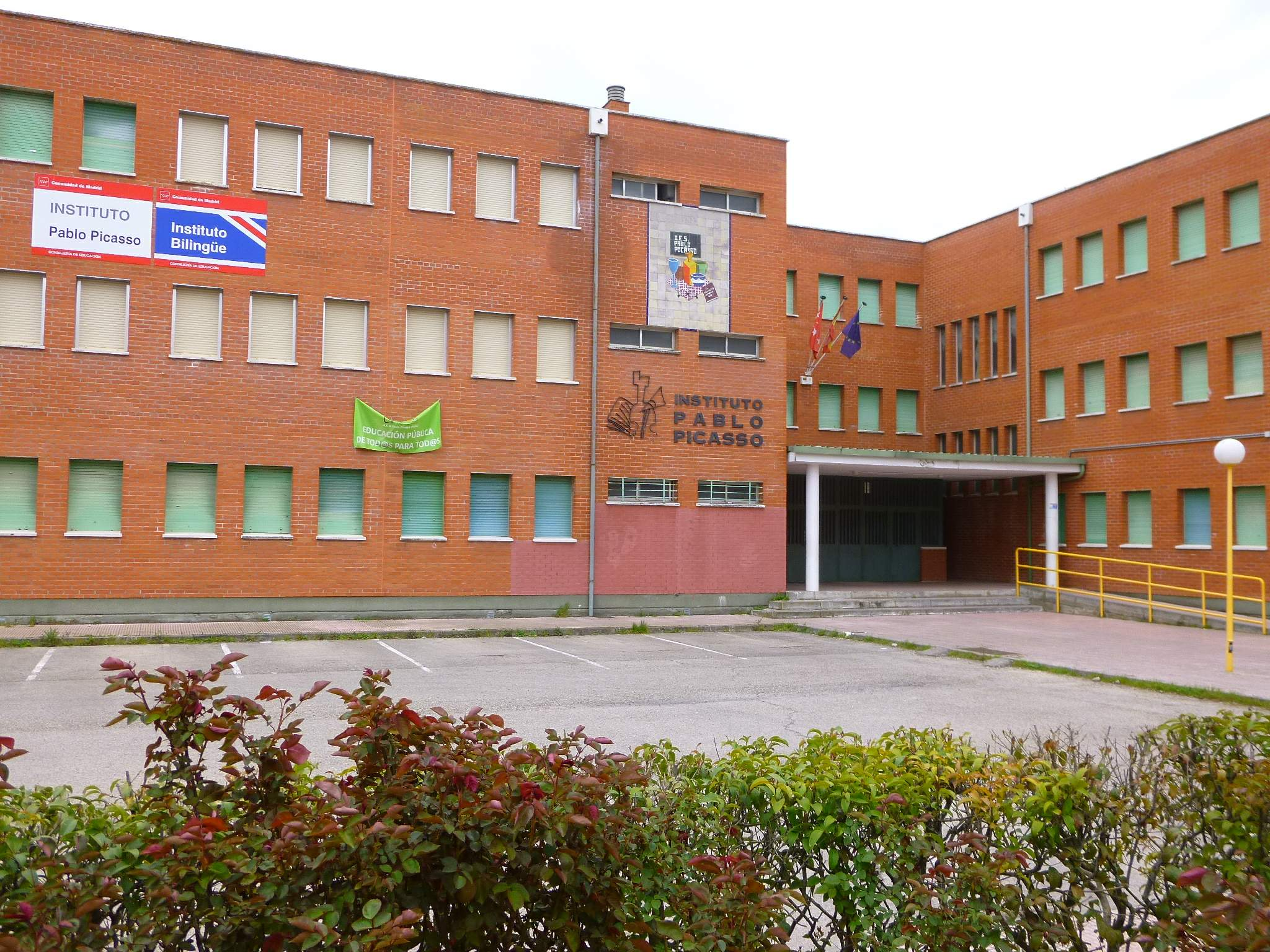
Instituto Pablo Picasso

#### Escuelas infantiles
- EEI municipal Virgen de la Asunción
- EEI municipal Triángulo
- EEI municipal Pimpollitos
- EEI Tragaluz
- EEI Trébol

#### Colegios
| Nombre del centro escolar                           | Idioma     |
| --------------------------------------------------- | ---------- |
| C.P Buenos Aires                                    | Castellano |
| C.P El Prado                                        | Castellano |
| C.P Isabel la Católica                              | Castellano |
| C.P Las Artes                                       | Castellano |
| C.P 2 de mayo                                       | Bilingüe   |
| C.P Europa                                          | Bilingüe   |
| Colegios privados/concertados                       |            |
| Colegio privado Mirasur                             |            |
| Colegio concertado Santo Domingo de Silos           |            |
| Colegio concertado Nuestra Señora de la Providencia |            |
| Colegio concertado Sagrada Familia                  |            |
| Colegio concertado San José de Calasanz             |            |

#### Institutos
- Instituto público Pablo Picasso (bilingüe)
- Instituto público Vicente Aleixandre
- Instituto público Calderón de la Barca

#### Formación

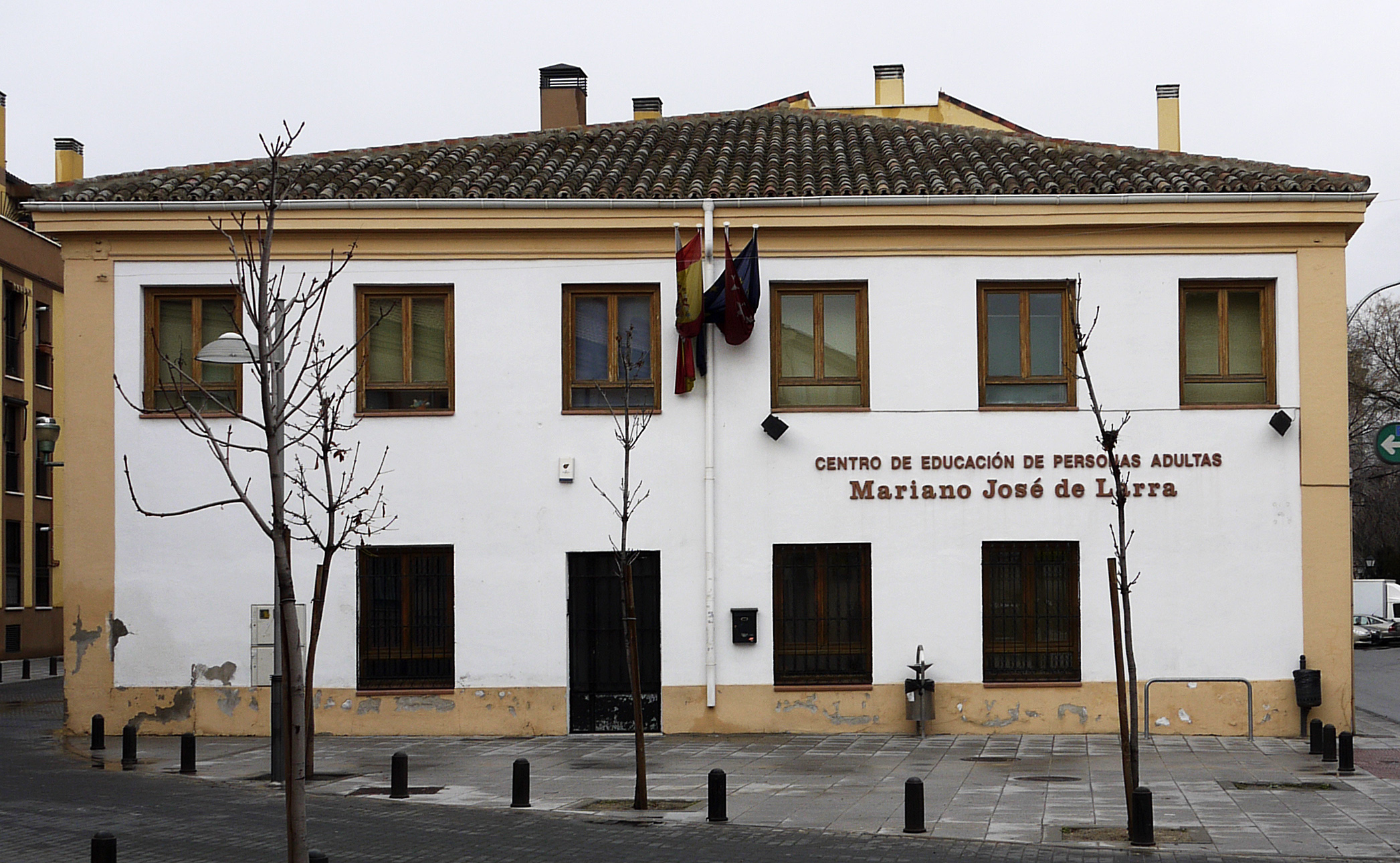
Centro de educación de personas adultas

También hay con un centro de educación de personas adultas, llamado Mariano José de Larra.

#### Universidad Nacional de Educación a Distancia
Pinto cuenta con Aula Universitaria, integrada en el Centro Madrid Sur de la UNED. La presencia de la UNED en Pinto se remonta al curso 2005-06. Sus instalaciones se encuentran en la biblioteca municipal Javier Lapeña, situada en el barrio de la Tenería. El Centro Madrid Sur cuenta con más de 8000 alumnos, estando matriculados en Pinto unos 500. En el Aula Universitaria de Pinto se pueden cursar estudios de: Acceso a la universidad para mayores de 25 y 45 años, Ingeniería Eléctrica, Ingeniería Eléctrica Industrial y Automática, Ingeniería Mecánica, Trabajo Social e Idiomas-CUID: Inglés. Al aula se llega a través de diferentes medios de transporte: Cercanías Renfe (Línea C3) y autobuses: 421 (Madrid (Legazpi)-Pinto), 455 (Getafe-Pinto), 471 (Humanes-Fuenlabrada-Parla-Pinto), 412, 415, 414, 422, 428 y Línea urbana n.º 1.

### Seguridad ciudadana

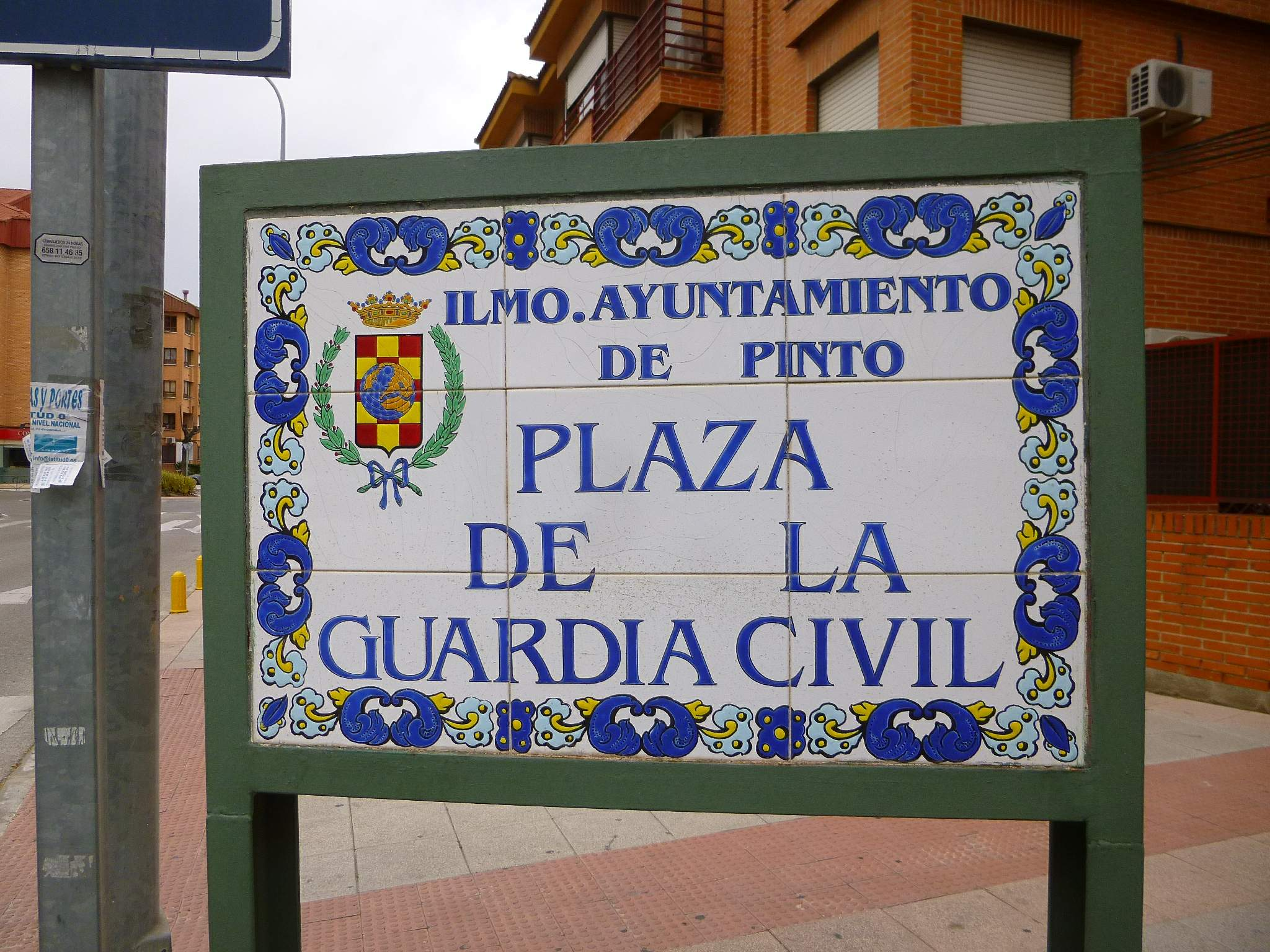
Plaza de la Guardia Civil

La localidad cuenta con instalaciones de fuerzas de seguridad del estado.
- Cuartel de la Policía Local situado en la plaza de la Constitución n.º 12
- Puesto Principal de la Guardia Civil se ubica en la plaza de la Guardia Civil n.º 1

### Sanidad
La localidad cuenta con dos centros pertenecientes a la Consejería de Sanidad y Consumo: 
- Centro de salud y centro de especialidades periféricas Pinto, situado en la calle Marqués S/N. (dispone de servicio de urgencias, unidad de radiología, unidad de fisioterapia, unidad de psicoprofilaxis obstétrica y unidad de salud bucodental).
- Centro de salud Parque de Europa.
- Sede de la Cruz Roja Española situada en la calle de Juana Francés.
- PIMER-Protección Civil (Servicio de Primera Intervención Municipal de Emergencia y Rescate) situada en la calle de Pablo Picasso.

### Comunicaciones

#### Carreteras
La autovía A-4 (autovía del Sur) atraviesa el municipio por el margen este, de norte a sur, contando con las siguientes salidas en los puntos kilométricos 17 (M-50) (Pinto-Polígono Las Arenas), 20 (M-841) (Pinto - San Martín de la Vega) y 22 (M-506) (Pinto-Fuenlabrada-San Martín de la Vega-Parque Warner).
La autopista R-4 (autopista Radial 4) con salida en el punto kilométrico 4, existiendo el Peaje Pinto-Parla, enlazando con la carretera (M-408) (Parla-Pinto).
En el sur de su término municipal desde la M-506, también nace la M-423 nueva variante oeste del municipio de Valdemoro.

#### Ferrocarril
La estación de Pinto se encuentra en la red de Cercanías Madrid, en esta estación presta servicio la línea C-3 (Cercanías Madrid) (El Escorial-Chamartín-Sol-Atocha-Aranjuez) y está en proyecto la construcción de una segunda en el barrio de La Tenería II al norte del municipio.
Hasta el 4 de abril de 2012 existía la línea ferroviaria Pinto-Parque de Ocio-San Martín de la Vega que hacía parada intermedia en el parque Warner Madrid. Debido a la crisis económica y a la baja demanda de esta línea, fue clausurada por la Comunidad de Madrid, no descartándose su posible reapertura en el futuro si hubiera demanda para ello.

#### Autobuses
Líneas urbanas
| Línea | Recorrido        |
| ----- | ---------------- |
| 1A    | Circular Pinto A |
| 1B    | Circular Pinto B |

Líneas interurbanas
| Línea | Recorrido                                                           |
| ----- | ------------------------------------------------------------------- |
| 412   | Madrid (Villaverde Bajo-Cruce) – San Martín de la Vega              |
| 413   | Pinto (Estación FFCC) – San Martín de la Vega                       |
| 414   | Madrid (Villaverde Bajo-Cruce) – Centro Penitenciario Madrid III    |
| 421   | Madrid (Legazpi) – Pinto                                            |
| 422   | Madrid (Legazpi) – Valdemoro                                        |
| 423   | Madrid (Estación Sur) – Aranjuez                                    |
| 424   | Madrid (Legazpi) – Valdemoro (El Restón)                            |
| 426   | Madrid (Legazpi) – Ciempozuelos                                     |
| 427   | Madrid (Villaverde Bajo-Cruce) – Área Empresarial Andalucía - Pinto |
| 428   | Getafe - Valdemoro                                                  |
| 455   | Getafe - Pinto                                                      |
| 471   | Humanes de Madrid - Fuenlabrada - Parla - Pinto                     |
| N401  | Madrid (Atocha) – Pinto - Valdemoro                                 |
| N403  | Madrid (Atocha) - San Martín de la Vega                             |

## Economía

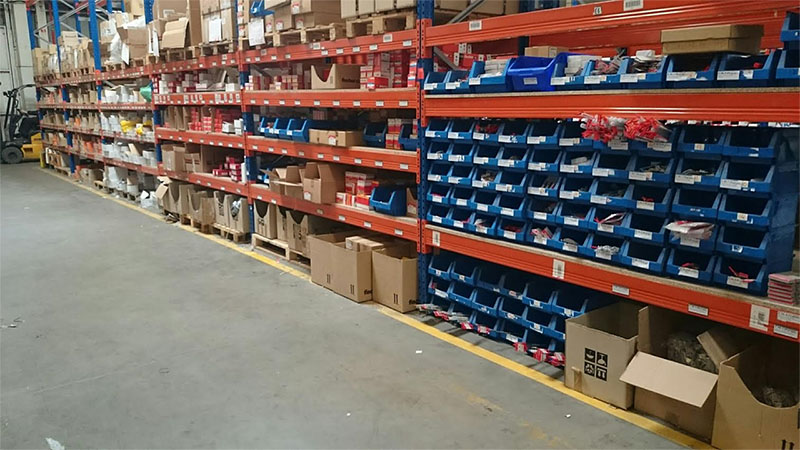
Almacén de ferretería

En el municipio existe el centro comercial Plaza Éboli, con tiendas, restaurantes, cines, bolera, gimnasio, gasolinera e hipermercado.
En lo relativo al turismo, Pinto cuenta con un área de servicio de autocaravanas, situada junto al centro comercial Plaza Éboli y al parque municipal Juan Carlos I, además de hoteles y hostales. Existen rutas de interés cicloturistas, como la ruta de los Prados, la ruta de las Pilillas y la ruta del Higueral. En lo relativo a áreas de interés medioambiental están el parque regional del Sureste, la Cañada Real Galiana y Los Estragales.

## Cultura

### Arquitectura
La arquitectura de Pinto, cuenta con edificios destacables muchos de ellos de siglos anteriores en muy buen estado de conservación, lo que representa un patrimonio importante dentro de la historia del municipio.
Arquitectura civil
- Torreón de Pinto. Construida en el siglo XIV, en ella estuvo presa la princesa de Éboli.
- Antigua fábrica de chocolates (Compañía Colonial). Fue construida en 1866, de ella solo quedan 3 elementos, la chimenea, la casita de chocolate utilizada en la actualidad como concejalía y uno de los almacenes utilizado en la actualidad como escuela de adultos.[11]

También destacan varias casas señoriales de siglos pasados.
- Casa de la Cadena
- Casa del Grande
- Casa del Escudo[13]
- Casa señorial de Edmundo Méric[14]
- Casa señorial de los Cabello[15]
- Casa Fúster (ya desaparecida)[16]
- La Casa del Conde[17]

Arquitectura religiosa

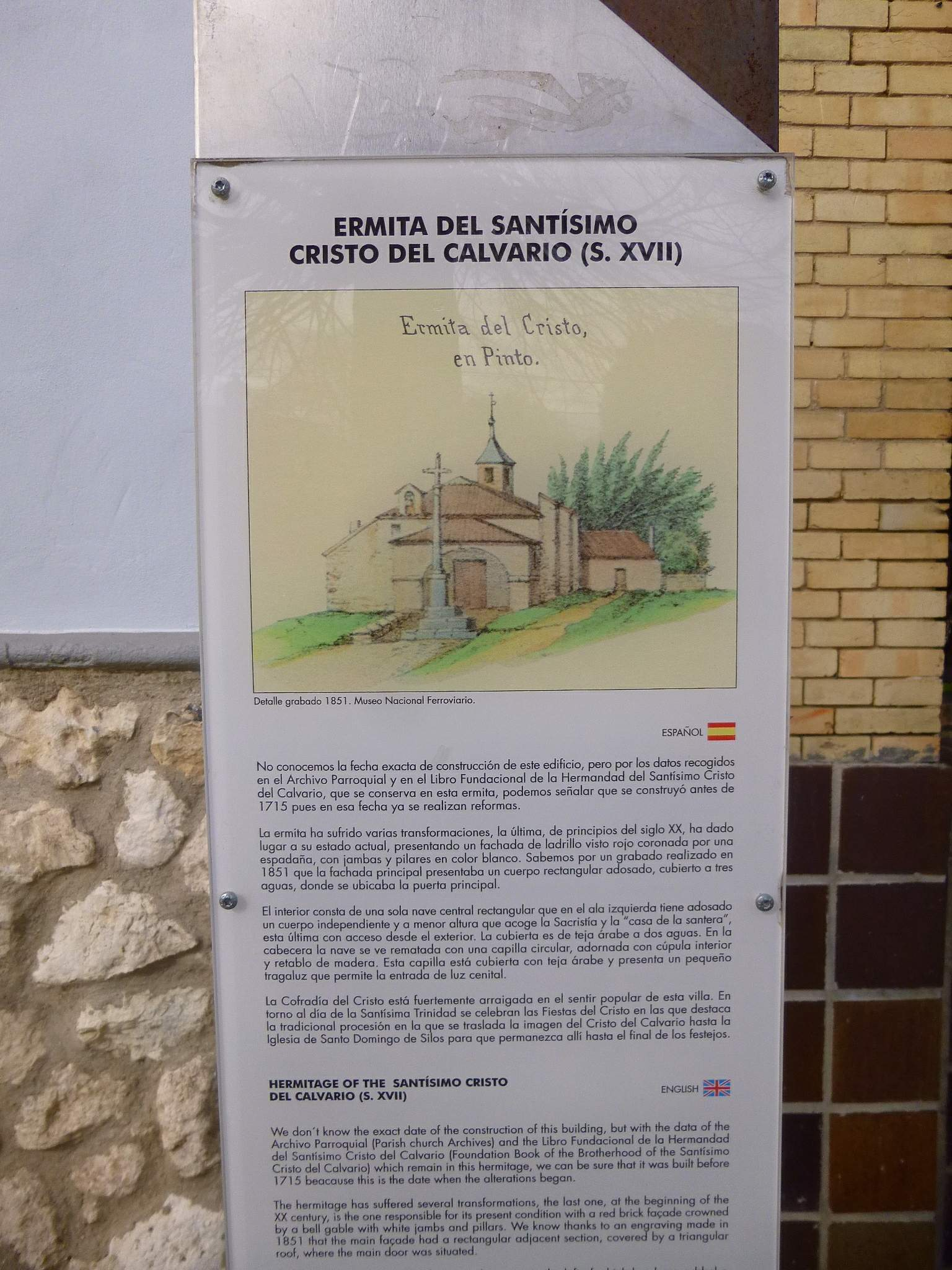
Destaca la cartelería histórica del municipio de sus arquitecturas, como puede se la de la ermita del Santísimo Cristo, escrita en español e inglés

- Iglesia parroquial de Santo Domingo de Silos
- Iglesia y convento de las Capuchinas. La iglesia está incluida en el Inventario de Bienes Culturales de la Comunidad de Madrid[18]
- Iglesia parroquial de San José
- Iglesia parroquial de San Francisco Javier
- Ermita del Cristo. En su interior se guarda un Cristo que goza de gran fervor popular desde hace más de trescientos años[19]
- Ermita de San Antón. Ahora con el entorno completamente transformado por la construcción de un centro comercial
- Ermita de Jesús de Nazareno y San José Obrero

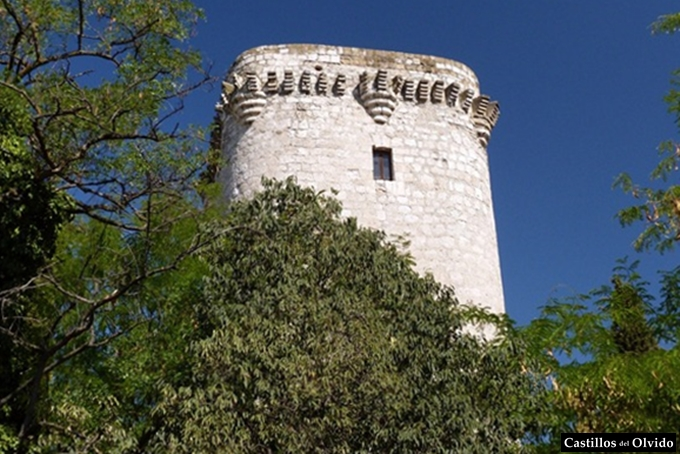
Torre de Éboli

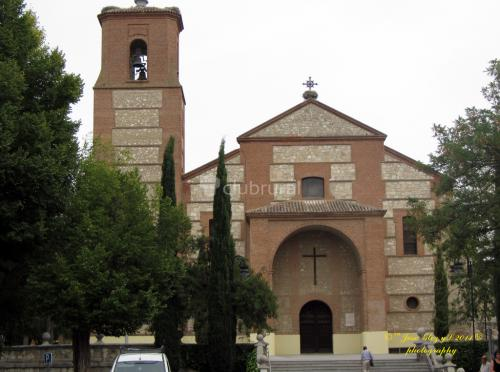
Iglesia de Santo Domingo de Silos

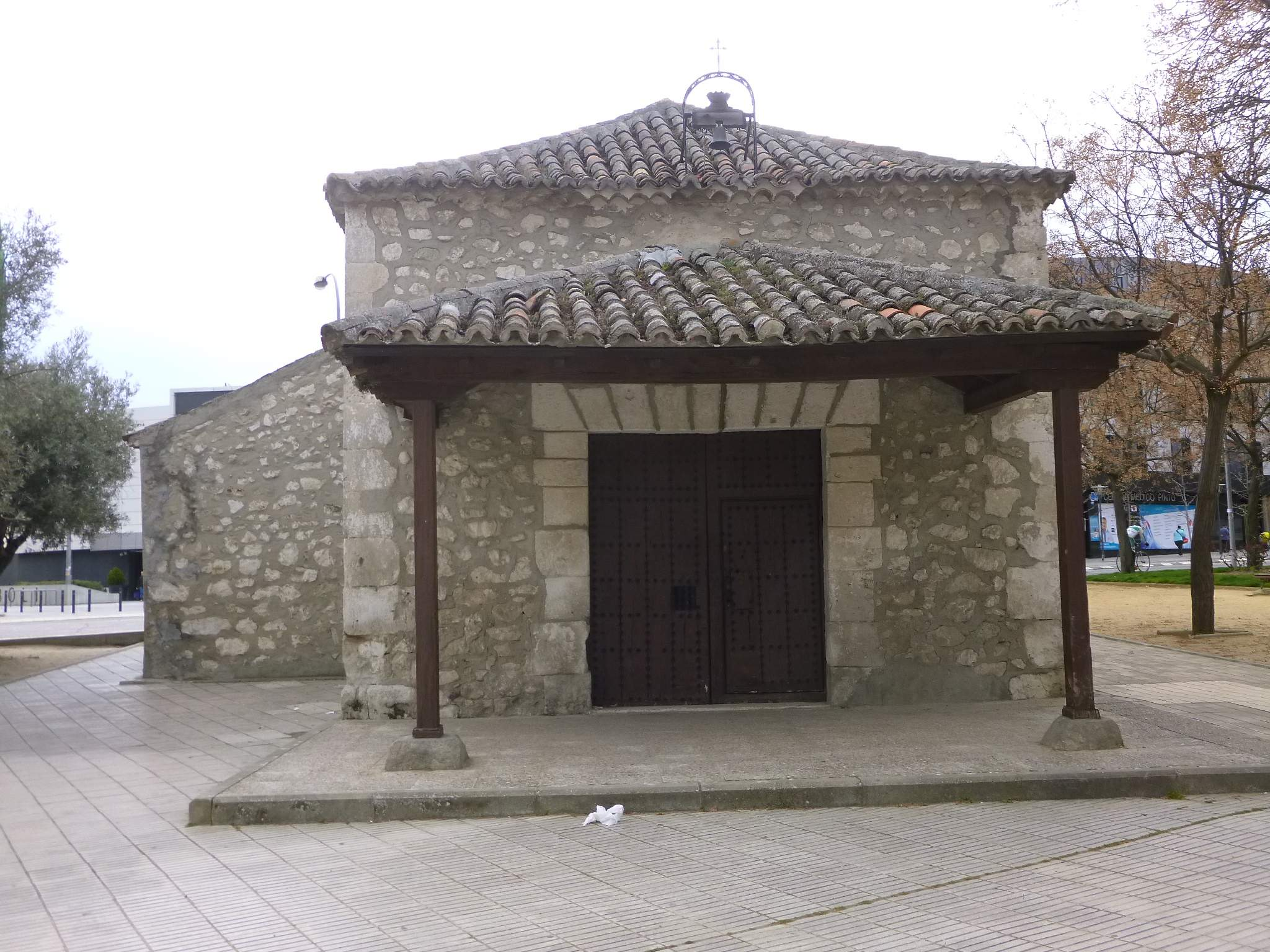
Ermita de San Antón

### Centros públicos
- Centro municipal de cultura. Albergó desde el año 1853 hasta 1856 la primera compañía de Guardias Jóvenes hasta su traslado a la localidad de Valdemoro, antecedente del actual colegio de guardias jóvenes Duque de Ahumada.
- Centro cultural Casa de la Cadena. Se creyó hasta hace poco que en este edificio, conocido como Casa de la Cadena, habían estado hospedados los Reyes Católicos, pero estudios históricos serios niegan tal posibilidad. Este centro alberga una biblioteca y el Museo Casa de la Cadena.

- Teatro municipal Francisco Rabal
- Escuela municipal de música
- Centro cívico del barrio de El Prado
- Centro municipal Federico García Lorca
- Escuela municipal de danza
- Ludoteca municipal Manolito Gafotas
- Parque arqueológico Gonzalo Arteaga (Arqueopinto)
- Biblioteca municipal Javier Lapeña
- Centro municipal de asociaciones Miguel Ángel Blanco
- Casita de Chocolate. Alberga las Concejalías de Transporte y Medio Ambiente y de Sanidad y Consumo
- Centro municipal Rosario de Acuña
- Centro de mayores Santa Rosa de Lima
- Asociación de personas con discapacidad Oliva Rodríguez

### Patrimonio

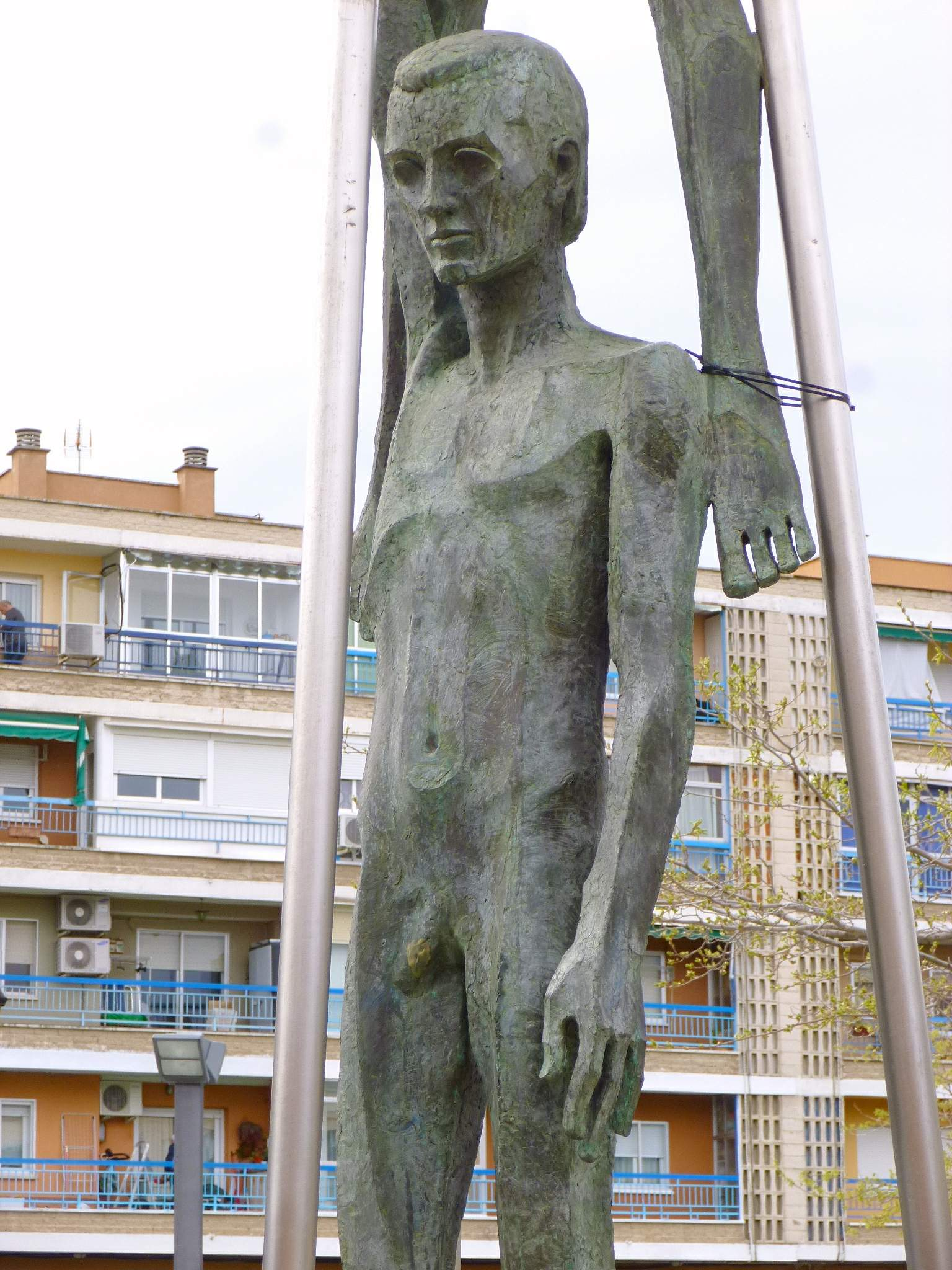
Monumento a los abogados de Atocha

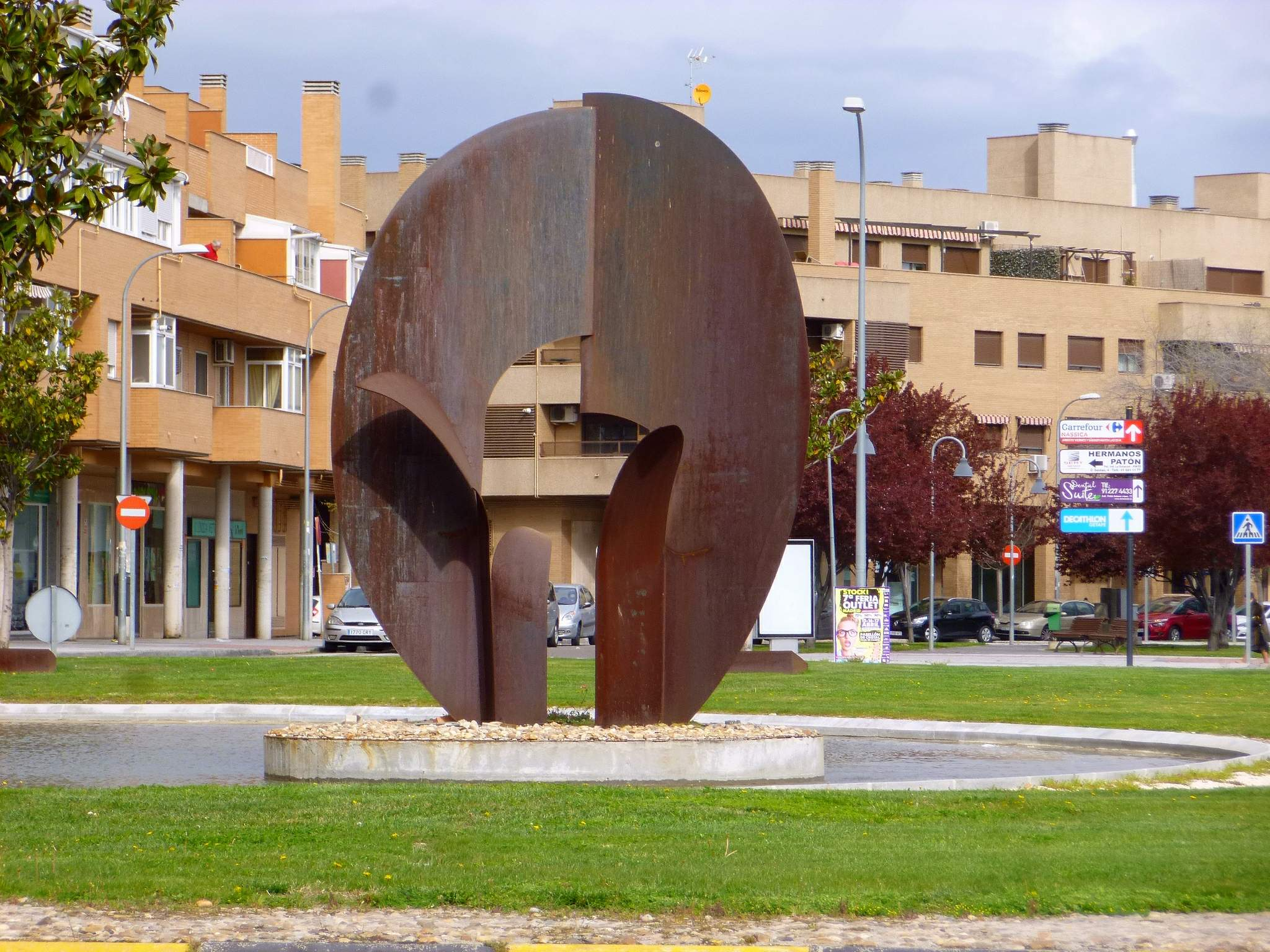
Glorieta Víctimas del Terrorismo

- Monumento en honor al centro geográfico de la península ibérica
- Monumento a las víctimas del 11-M
- Monumento a los Abogados de Atocha

### Festividades
- Fiestas del Prado
- Fiestas patronales del Cristo
- Fiestas patronales en honor a la Virgen de la Asunción
- Navidad
- Festival Renacentista de Pinto

### Gastronomía
- Cocido madrileño
- Los Ombligos de Pinto

### Deporte

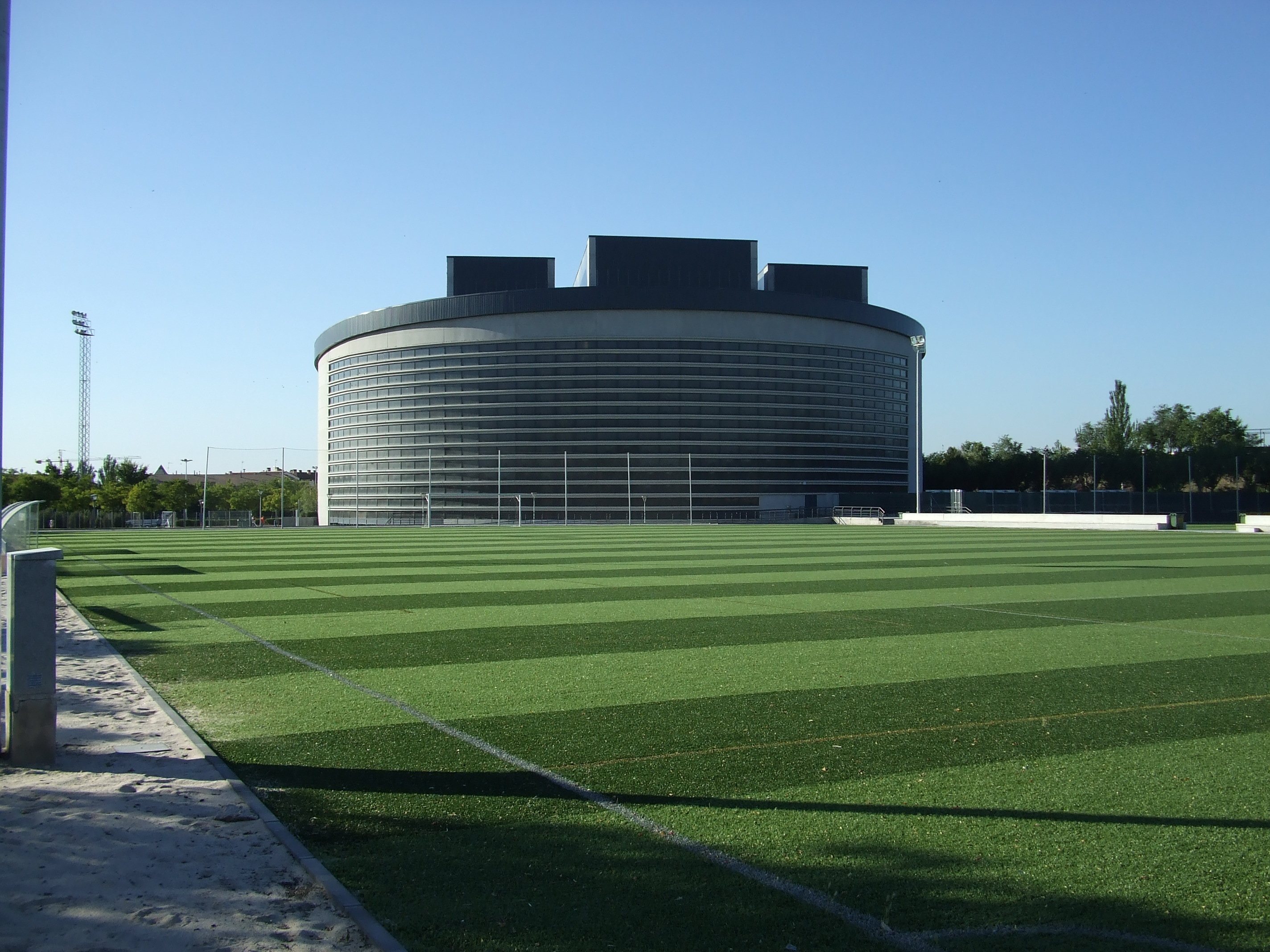
Polideportivo Príncipes de Asturias

Pinto cuenta con varias instalaciones deportivas. Entre ellas podrían destacarse la zona deportiva del parque Juan Carlos I, en la que se encuentra el Estadio Rafael Mendoza con una pista de atletismo y un campo de fútbol, además de pistas de tenis, pistas de pádel, Skatepark y un rocódromo, llamado Gabriel Martínez "Grali" (vecino del municipio que falleció escalando en los Picos de Europa). Junto a esta zona y también en el parque, está el Pabellón Municipal Príncipes de Asturias, siendo este uno de los mejores de la Comunidad de Madrid, en el que además posee anexos un campo de fútbol 7 y un campo de fútbol 11.
Cuenta a su vez con varios equipos de fútbol, el Club Atlético de Pinto (ubicado en la tercera división de España, grupo VII), el Club Deportivo Ciudad de Pinto, y el ADYC Pinto.
También tiene el club de baloncesto Pinto E.C.B, compitiendo en primera autonómica en la Federación de Baloncesto de Madrid, un equipo de fútbol sala en la tercera división, el Futsal Pinto, un equipo de voleibol en primera nacional, el C.V. Pinto y un club de balonmano, el BM Pinto, encuadrado en Primera Nacional.
Entre los deportistas vinculados a Pinto más importantes, destacan el ciclista Alberto Contador, nombrado hijo predilecto de la localidad en 2011, y la gimnasta rítmica Sandra Aguilar.
Entre las organizaciones deportivas de Pinto se encontrarían el club amigos de la mountain bike, la asociación deportiva Cueva de Kün y Hebles, el club de montaña Pinteño Atroche y el club de tiro de Pinto.
Otros complejos deportivos
- Campo municipal Amelia del Castillo
- Pabellón municipal Sandra Aguilar
- Piscinas municipales (piscinas de verano y piscina climatizada)
- Pabellón Parque Pinto
- Pabellón del C.P. Isabel la Católica
- Polideportivo municipal Alberto Contador
- Complejo deportivo Patricia Chamorro (antiguo polideportivo Sector 3-4)
- Pistas polideportivas municipales (tenis y frontenis)
- Campo municipal de tiro
- Club deportivo Los Ángeles (club de tenis y pádel)